# Fortitudo Pallacanestro Bologna 2007-2008
Questa voce raccoglie le informazioni riguardanti la Fortitudo Pallacanestro Bologna nelle competizioni ufficiali della stagione 2007-2008.

## Stagione
La stagione 2007-2008 della Fortitudo Pallacanestro Bologna sponsorizzata Upim, è la 34ª nel massimo campionato italiano di pallacanestro, la Serie A.

## Roster
Aggiornato al 27 gennaio 2022.
| Climamio Fortitudo Bologna 2007-2008 | Climamio Fortitudo Bologna 2007-2008 |
| Giocatori                            | Staff tecnico                        |
| ------------------------------------ | ------------------------------------ |

| N. | Naz.                                       | Ruolo | Nome                   | Anno | Alt.   | Peso   |  |
| -- | ------------------------------------------ | ----- | ---------------------- | ---- | ------ | ------ |  |
| 4  | Stati Uniti (bandiera)                     | P     | Horace Jenkins         | 1974 | 185 cm | 78 kg  |  |
| 5  | Stati Uniti (bandiera)                     | AG    | Spencer Nelson         | 1980 | 203 cm | 100 kg |  |
| 6  | Italia (bandiera)                          | A     | Stefano Mancinelli (C) | 1983 | 203 cm | 98 kg  |  |
| 7  | Italia (bandiera)                          | C     | Alessandro Cittadini   | 1979 | 207 cm | 103 kg |  |
| 8  | Venezuela (bandiera)                       | AP    | Óscar Torres           | 1976 | 198 cm | 95 kg  |  |
| 9  | Italia (bandiera)                          | P     | Davide Lamma           | 1976 | 191 cm | 88 kg  |  |
| 10 | Italia (bandiera)                          | PG    | Daniele Cavaliero      | 1984 | 188 cm | 83 kg  |  |
| 11 | Croazia (bandiera) · Germania (bandiera)   | C     | Dalibor Bagarić        | 1980 | 218 cm | 131 kg |  |
| 12 | Lettonia (bandiera)                        | G     | Kristaps Janičenoks    | 1983 | 196 cm | 93 kg  |  |
| 13 | Polonia (bandiera)                         | AC    | Tomasz Kęsicki         | 1986 | 212 cm | 106 kg |  |
| 14 | Stati Uniti (bandiera)                     | G     | Joseph Forte           | 1981 | 192 cm | 88 kg  |  |
| 15 | Stati Uniti (bandiera)                     | C     | James Thomas           | 1980 | 203 cm | 110 kg |  |
| 17 | Stati Uniti (bandiera) · Italia (bandiera) | G     | Dante Calabria         | 1973 | 195 cm | 90 kg  |  |
| 18 | Spagna (bandiera)                          | AG    | Iker Iturbe            | 1976 | 198 cm | 101 kg |  |
| 19 | Italia (bandiera)                          | AP    | Riccardo Cortese       | 1986 | 197 cm | 92 kg  |  |
| 20 | Italia (bandiera)                          | P     | Giacomo Sanguinetti    | 1990 | 180 cm | 75 kg  |  |
| -  | Italia (bandiera)                          | C     | Jacopo Borra           | 1990 | 212 cm | 106 kg |  |
| -  | Italia (bandiera)                          | A     | Stefano Chiarini       | 1990 | 198 cm |        |  |
| -  | Italia (bandiera)                          | AG    | Alberto Chiumenti      | 1987 | 204 cm | 98 kg  |  |
| -  | Italia (bandiera)                          | PG    | Gabriele Fin           | 1990 | 195 cm |        |  |
| -  | Italia (bandiera)                          | G     | Gian Andrea Fratini    | 1990 |        |        |  |
| -  | Italia (bandiera)                          | C     | Julian Somvi           | 1987 | 205 cm |        |  |

| Allenatore                                                               |
| - Andrea Mazzon (fino al 31 dicembre) - / Dragan Šakota (dal 2 gennaio)  |
| Assistente/i                                                             |
| - Federico Pasquini Legenda - (C) Capitano - (IN) Inattivo - Infortunato |

## Mercato

### Sessione estiva
| Acquisti | Acquisti             | Acquisti                             | Acquisti      | Acquisti |
| R.       | Nome                 | da                                   | Modalità      |          |
| -------- | -------------------- | ------------------------------------ | ------------- | -------- |
| C        | Dalibor Bagarić      | Girona                               | definitivo    |          |
| P        | Horace Jenkins       | H. Gerusalemme                       | definitivo    |          |
| AC       | Tomasz Kęsicki       | Pall. Reggiana                       | definitivo    |          |
| G        | Dante Calabria       | Olimpia Milano                       | definitivo    |          |
| AP       | Óscar Torres         | CSKA Mosca                           | definitivo    |          |
| P        | Davide Lamma         | Pall. Reggiana                       | definitivo    |          |
| C        | Alessandro Cittadini | Nuova A.M.G. Sebastiani Basket Rieti | definitivo    |          |
| AG       | Spencer Nelson       | Pall. Treviso                        | definitivo    |          |
| G        | Kristaps Janičenoks  | Teramo Basket                        | fine prestito |          |
| AC       | Davide Bruttini      | Castelletto Ticino                   | fine prestito |          |
| AG       | Tomas Ress           | Pall. Reggiana                       | fine prestito |          |
| AP       | Riccardo Cortese     | N.B. Brindisi                        | fine prestito |          |
| P        | Tony Binetti         | Castelletto Ticino                   | fine prestito |          |
| P        | Alessandro Piazza    | N.B. Brindisi                        | fine prestito |          |
| AG       | Marco Diviach        | Team Gandino                         | fine prestito |          |

| Cessioni | Cessioni          | Cessioni          | Cessioni          | Cessioni |
| R.       | Nome              | a                 | Modalità          |          |
| -------- | ----------------- | ----------------- | ----------------- | -------- |
| G        | Marco Belinelli   | G.S. Warriors     | fine contratto    |          |
| AG       | Goran Jurak       | Žalgiris Kaunas   | fine contratto    |          |
| C        | Jérôme Moïso      | Real Madrid       | fine contratto    |          |
| P        | Tyus Edney        | Azov. Mariupol'   | fine contratto    |          |
| A        | David Bluthenthal | Maccabi Tel Aviv  | fine contratto    |          |
| AP       | Alain Digbeu      | Alicante          | fine contratto    |          |
| C        | Dan Gay           |                   | ritirato          |          |
| P        | Moochie Norris    | Yakama Sun Kings  | fine contratto    |          |
| AC       | Davide Bruttini   | Orlandina         | prestito          |          |
| AG       | Tomas Ress        | Mens Sana Siena   | fine contratto    |          |
| P        | Robert Fultz      | V.L. Pesaro       | riscatto prestito |          |
| P        | Tony Binetti      | Rosalía de Castro | fine contratto    |          |
| P        | Alessandro Piazza | Fabriano Basket   | prestito          |          |
| AG       | Marco Diviach     | S.C. Gira         | fine contratto    |          |

### Dopo l'inizio della stagione
| Acquisti | Acquisti     | Acquisti   | Acquisti      | Acquisti   |
| R.       | Nome         | da         | Data          | Modalità   |
| -------- | ------------ | ---------- | ------------- | ---------- |
| AG       | Iker Iturbe  | Free agent | dicembre 2006 | definitivo |
| G        | Joseph Forte | Free agent | gennaio 2008  | definitivo |

| Cessioni | Cessioni          | Cessioni          | Cessioni      | Cessioni    |
| R.       | Nome              | a                 | Data          | Modalità    |
| -------- | ----------------- | ----------------- | ------------- | ----------- |
| PG       | Daniele Cavaliero | Scandone Avellino | novembre 2007 | rescissione |
| AG       | Iker Iturbe       | Real Madrid       | febbraio 2008 | rescissione |
| AP       | Riccardo Cortese  | Olimpia Matera    | febbraio 2008 | prestito    |